# Saint-Maur en poche
Saint-Maur en poche est le Salon international du livre au format de poche de Saint-Maur-des-Fossés (Val-de-Marne) dans le sud-est de la banlieue parisienne, coorganisé chaque année depuis 2009, au mois de juin par la librairie La Griffe Noire et la commune, en partenariat avec le ministère de la Culture, la région Île-de-France, le Livre de poche, le magazine Le Point, le quotidien gratuit 20 minutes et la radio OÜI FM. Il se déroule sur la place des Marronniers, au Parc Saint Maur. La 12e édition prévue le 13 et 14 juin 2020 est reportée en 2021 en raison de la pandémie de Covid-19.

## Description
Plus de 120 auteurs sont présents lors de chaque édition qui attirent plus de 20 000 visiteurs (la 4° édition a ainsi accueilli 140 auteurs et 22 000 visiteurs, l'édition suivante a vu 140 auteurs et 25 000 visiteurs tandis que pour la 8° édition en 2016, 220 auteurs étaient présents et 30 000 visiteurs sont venus les rencontrer). C’est le deuxième plus important salon en nombre d’auteurs invités après le Salon du livre de Paris,, et le seul festival international consacré au livre de poche en Île-de-France,,. 
Des séances de dédicaces, des débats, des conférences et des lectures au café littéraire sont organisés durant les deux jours que dure le salon. D’après France Culture, OÜI FM et le magazine L'Express, le salon de Saint-Maur est un rendez-vous incontournable du monde littéraire.

## Principaux invités
- 2009 (13 et 14 juin) : Maud Tabachnik , Marina Carrère d'Encausse (marraine de cette édition[2]), Michel Cymes, Gilles Leroy, Carole Martinez, Delphine de Vigan, Agnès Abécassis, Axel Kahn, Charb, Pierre Louis Basse, Thierry Bourcy, etc.

- 2010 (12 et 13 juin) : Maud Tabachnik, Patrick Bauwen, Franck Thilliez , Aldo Naouri, Marina Carrère d'Encausse, Nadine Monfils, Katherine Pancol, André Kaspi, Hélène Carrère d'Encausse (marraine de cette édition[22],[23]), Jean-Luc Coatalem, Cabu, Tahar Ben Jelloun, Irvin Yalom[24], etc.

- 2011 (18 et 19 juin) : Axel Kahn (parrain de cette édition[25]), Catherine Dolto, Olivier Barrot, Catherine Cusset, Anne-Marie Garat, Philippe Jaenada, Justine Lévy, Jean Teulé, Katherine Pancol, Maxime Chattam, R. J. Ellory, Jean-Pierre Coffe, Jean Favier, Michel Winock, Marie Desplechin, Pierre Bordage, Caryl Férey, Robyn Young, David S. Khara, DOA, etc.

- 2012 (23 et 24 juin[26],[27]) : Guillaume Musso, Anna Gavalda, Katherine Pancol (marraine de cette édition[28],[29]), Jean-Christophe Rufin, R. J. Ellory, Mons Kallentoft, Bernard Tirtiaux, Christine Orban, Sophie Audouin-Mamikonian, Paul Cleave, Tim Willocks, Malika Mokeddem[30], Geronimo Stilton[31], Sebastian Fitzek, Cécile Oumhani, Stéphane Bourgoin[32]...

- 2013 (22 et 23 juin[33]) : Agnès Abécassis, Olivier Adam, Tonino Benacquista (parrain de cette édition[34]), Dominique Bona, John Connolly , Didier Daeninckx, R. J. Ellory, Éric Fottorino, Carole Martinez, Stephen McCauley, Olivier Peru, David S. Khara, Lydie Salvayre, Morgan Sportès, Didier van Cauwelaert...

- 2014 (21 et 22 juin[35]) : Jean d'Ormesson (parrain de l'édition), Line Renaud (marraine de l'édition), Barbara Abel, Stéphane Bourgoin, Chris Costantini, Philippe Dessertine, Robert Goddard, Alexandra Lapierre...

- 2015 (20 et 21 juin) Tatiana de Rosnay (marraine de l'édition), Gilles Jacob (parrain de l'édition), Agnès Abécassis, Jérôme Attal, Françoise Bourdin

- 2016 (18 et 19 juin) Olivier Norek, Franck Thilliez

- 2017 (24 et 25 juin) Agnès Abécassis, Jérôme Attal, Jean-Daniel Baltassat

- 2018 (23 et 24 juin) Barbara Abel, Franck Bouysse, Claire Favan

- 2019 (15 et 16 juin) Guillaume Musso, François Hollande, Jérôme Camut, Julien Sandrel et Nathalie Hug

- 2020 édition reportée en 2021

### Sources
- Le Magazine littéraire, Premier Salon international du livre de poche, article de Enrica Sartori, 2009.
- Le Magazine Littéraire, Le polar, premier invité au salon international du livre de poche, 2009.
- Le Parisien, Premier salon du livre de poche à Saint-Maur, 12 juin 2009.
- Le Point, La fête des livres de poche, article de Valérie Marin la Meslée, 8 juin 2010.
- Le Parisien, Pas d’apéro mais des bonbons au festival du Livre, 12 juin 2010.
- Le Point, Hélène Carrère d'Encausse remet à Irvin Yalom le prix «Saint-Maur en Poche», 13 juin 2010.
- Le Parisien, 15000 visiteurs au festival du livre, 22 juin 2010.
- Le Magazine littéraire, «Saint-Maur en poche» : deuxième !, 27 juin 2010.
- Le Figaro, « Saint-Maur en poche », salon international du livre en format de poche, Saint-Maur-des-Fossés, les 18 et 19 juin., article de Jean-Christophe Buisson, 10 juin 2011.
- Le Point, Axel Kahn parrain du 3e salon "Saint-Maur en poche" les 18 et 19 juin, 16 juin 2011.
- Livres-Hebdo, Saint-Maur en poche 2011 passe le cap des 3 ans, 20 juin 2011.
- Le Parisien, Salon du livre de poche : on connaît les dates!, 28 janvier 2012.
- Revue des Collectivités Locales, Saint-Maur en poche les 23 et 24 juin 2012, juin 2012.
- Le Nouvel Observateur, 23 et 24 juin : Saint-Maur en poche (94), 12 juin 2012.
- Le Parisien, Les livres de poche à l’honneur, 21 juin 2012.
- Le Parisien, Les stars accourent chez ce libraire de banlieue, article de Elsa Marnette, 23 juin 2012.